# 池原綾香
池原 綾香（いけはら あやか、1990年9月24日 - ）は、沖縄県浦添市出身のハンドボール選手。デンマーク・HTH GOリーガエンのオーデンセ・ハンドボル所属。

## 経歴
日本体育大学時代は2010年に行われた第17回女子ジュニア世界選手権の日本代表に選出。
2013年1月11日に日本ハンドボールリーグの三重バイオレットアイリスへ加入。背番号は「21」。2012-13年シーズンの出場機会はなかった。
2013-14年シーズンは17試合に出場し、リーグ29位タイの42得点を記録。シーズン中の2013年12月に行われた第21回女子世界選手権で日本代表に選出された。
2014-15年シーズンは17試合に出場。リーグ24位の48得点を記録。
2015年6月の第20回ヒロシマ国際ハンドボール大会では優秀選手に選ばれた。
2015-16年シーズンはベストセブン賞を受賞した。
2016年3月に行われたリオデジャネイロオリンピック世界最終予選の日本代表に選出。8月には第6回社会人選手権でベストセブンに選ばれた。
2016-17年シーズンはリーグ6位の67得点を記録した。シーズン終了後に、三重との2017-18年シーズンの契約を更新。2017年4月からデンマークへ短期留学した。
2017年6月にデンマークのニュークビン・ファルスターへ移籍することが発表された。背番号は三重時代と同じく「21」。2017-18年シーズンはリーグのオールスター（ベストセブン）に選ばれた。

## 詳細情報

### 年度別成績
| 年       | チーム   | 試合 | フィールド 得点 | 率   | 7m    | 合計    | 警告 | 退場 | 失格 |
| -------- | -------- | ---- | --------------- | ---- | ----- | ------- | ---- | ---- | ---- |
| 2012-13  | 三重     | 0    | -               | -    | -     | -       | -    | -    | -    |
| 2013-14  | 三重     | 17   | 35/65           | .538 | 7/9   | 42/74   | 5    | 1    | 0    |
| 2014-15  | 三重     | 17   | 33/63           | .524 | 15/20 | 48/83   | 3    | 5    | 0    |
| 2015-16  | 三重     | 11   | 28/59           | .475 | 0/0   | 28/59   | 1    | 1    | 0    |
| 2016-17  | 三重     | 18   | 67/111          | .604 | 0/0   | 67/111  | 2    | 1    | 0    |
| JHL：5年 | JHL：5年 | 63   | 163/298         | .547 | 22/29 | 185/327 | 11   | 8    | 0    |

- 各年度の太字はリーグ最高

### タイトル・表彰

#### 日本ハンドボールリーグ
- ベストセブン賞：1回 (2015年)

#### 社会人選手権
- ベストセブン：2回 (2016年・2017年)

#### HTH GOリーガエン
- ベストセブン：1回 (2017年)

### 記録

#### 日本ハンドボールリーグ
- 7mスロー初得点：2013年8月31日、対北國銀行戦（小松総合体育館）[16]
- フィールドゴール初得点：同上

### 背番号
- 21 (2013年 - )